# Aenne Schmücker
Aenne Schmücker (eigentlich Maria Anna Paula Schmücker; * 2. Juli 1893 in Raumland, Kreis Wittgenstein heute Berleburg; † 25. September 1985 in Wiesbaden) war eine deutsche Lehrerin, Ethnologin und Übersetzerin. Sie war eine anerkannte Expertin für die Kultur der Eskimos.

## Leben
Aenne Schmücker legte ihre Reifeprüfung 1914 in Kassel ab. Von 1917 bis 1923 studierte sie Geografie, Geschichte und Deutsche Sprache in Frankfurt am Main, Münster und Freiburg im Breisgau. Nach einer Reise durch Skandinavien verbrachte sie ihr Referendariat von 1924 bis 1926 an der Schillerschule in Frankfurt. Anschließend lehrte sie am dortigen Lyzeum Philanthropin. Nachdem sie 1928 Island besucht hatte, reiste sie vom 27. Juli bis 2. November 1929 mit dem Geographen Walter Böhme (1904–1969) nach Westgrönland, wo sie Alfred Wegener traf. 1930/31 wurde Schmücker nach Breslau versetzt und nach weiteren vier Jahren an der Schillerschule in Frankfurt schließlich nach Wiesbaden, wo sie bis zu ihrer Pensionierung als Studienrätin am 1. Oktober 1958 blieb.
Schmücker war Mitglied der NSDAP. Sie starb 1985.

## Leistung
Über ihren Schuldienst hinaus war Aenne Schmücker wissenschaftlich tätig. Prägend für ihren Werdegang war ihre Reise nach Grönland, wo sie den dänischen Ethnologen und Polarforscher Knud Rasmussen kennenlernte und seine enge Mitarbeiterin wurde. Er wählte die anerkannte Expertin für die Kultur der Eskimos 1933 als Teilnehmerin an seiner siebten Thule-Expedition aus. Nach seinem plötzlichen Tod besorgte sie eine Teilherausgabe seines Nachlasses. Sie bearbeitete vier seiner Werke und übersetzte sie in die deutsche Sprache.
Am Ende der 1930er Jahre beriet sie Johannes Georgi bei der Planung einer von der Senckenberg-Gesellschaft finanziell unterstützten Arktisexpedition. Die für 1939 geplante „Senckenbergische Grönlandexpedition“ sollte parallel vier voneinander unabhängige Forschungsstationen betreiben. Aenne Schmücker, die Mitglied der NSDAP war, war für die Leitung der volkskundlichen Arbeiten der sogenannten „Thule-Gruppe“ vorgesehen. Im Mittelpunkt ihrer Arbeit sollten systematische anthropologische bzw. rassenbiologische Untersuchungen unter den Polareskimos stehen. Darüber hinaus wollte sie die von der Expedition Alfred Wegeners 1930/31 begonnenen Forschungen unter den Inuit Tasiilaqs in Ostgrönland fortführen. In Fortsetzung der Ausgrabungen des dänischen Archäologen Erik Holtved (1899–1981) wollte sie klären, ob die Wikingergegenstände in der alten Thule-Kultur durch Handel dorthin gelangten, oder ob die Wikinger selbst nach Labrador gefahren waren. Die vom nationalsozialistischen Deutschen Reich provozierte Sudetenkrise führte 1938 zu einer Verschiebung der Expedition auf das Jahr 1940. Der Zweite Weltkrieg verhinderte die Durchführung schließlich ganz.

## Werke (Auswahl)

### Monografien
- Die Frankfurter Heimatlandschaft dargestellt an Exkursionsbeispielen, Verlag Engelert und Schlosser, Frankfurt am Main 1927 (= Rhein-Mainische Forschungen, Heft 1).

### Zeitschriftenartikel
- Welche ethnographischen und archäologischen Untersuchungs-Ergebnisse fand Prof. Dr. Helge Larsen in Alaska? In: Polarforschung 25, 1955, S. 355–359. hdl:10013/epic.29159.d001
- Knud Rasmussen zum 25. Todestage. In: Polarforschung 27, 1957, S. 43–45. hdl:10013/epic.29177.d001
- Die Lebensauffassung der Eskimo. In: Polarforschung 28, 1958, S. 94–99. hdl:10013/epic.29188.d001
- Die Paläo-Eskimo-Kulturen in der Disko-Bucht, W.-Grönland. In: Polarforschung 29, 1959, S. 154–158. hdl:10013/epic.29197.d001

### Übersetzungen
- Knud Rasmussen: Die Gabe des Adlers. Eskimoische Märchen aus Alaska, Societäts-Verlag, Frankfurt am Main 1937
- Knud Rasmussen: Mein Reisetagebuch. Über das grönländische Inlandeis nach dem Peary-Land, S. Fischer, Berlin 1938
- Knud Rasmussen: Die grosse Schlittenreise, Chamier, Essen 1944 (mit einem Vorwort von Aenne Schmücker: Knud Rasmussen, ein Heldenleben der Arktis)
- Knud Rasmussen: Schneehüttenlieder. Eskimoische Gesänge, Chamier, Essen 1947
- Humayun Kabir: Menschen am Strom, Europäische Verlags-Anstalt, Frankfurt am Main 1955